# 了春刀
了 春刀（りょう はると、男性）は、日本の漫画家。東京都在住。2009年 - 2010年、ヤングガンガンにて『イビツ』を初連載。2012年から2013年にかけては、テレビドラマ・映画『SPEC〜警視庁公安部公安第五課 未詳事件特別対策係事件簿〜』シリーズの漫画化作品を手がけた。

## 作品リスト

### 連載
- イビツ（全2巻、2010年、スクウェア・エニックス、『ヤングガンガン』2009年20号 - 2010年12号連載）
- 『SPEC〜警視庁公安部公安第五課 未詳事件特別対策係事件簿〜』シリーズ関連作
  - SPEC〜零〜（全1巻、角川書店、『ヤングエース』2012年2月号 - 5月号連載） - 原案：西荻弓絵、脚本：里中静流。
  - SPEC〜天〜（原作：西荻弓絵、全2巻、2012年、角川書店、『ヤングエース』連載）
  - SPEC〜結〜（原作：西荻弓絵、全2巻、2013年、角川書店）
- 予言獣〜不幸の予言チャンネル〜（コミックスマート、『GANMA!』2022年5月18日[1] - 連載）